# Dollaro di Grenada
Il dollaro è stata la valuta di Grenada fino al 1840 e poi di nuovo dal 1909. Attualmente è in circolazione il dollaro dei Caraibi orientali.

## Primo dollaro
Nell'isola circolavano vari pezzi di dollaro spagnolo e altre monete coloniali spagnole. Il dollaro era suddiviso in bit (dal valore di 9 penny). Prima del 1814 il rapporto era di 11 bit per un dollaro; l'emissione del 1787 era costituita infatti da dollari spagnoli tagliati in 11 segmenti e sovrastampati con una "G". Dal 1814 il valore del bit calò a 12 bit per un dollaro. I pezzi da 1 bit erano fatti tagliando in tre parti le monete da 2 real, mentre i pezzi da 2 e 4 bit erano creati tagliando le monete da 4 real rispettivamente in sei o in tre parti, ed i pezzi da 6 bit furono prodotti con le monete da 8 real tagliate a metà. Tutti erano contromarcati con una "G", il valore in bit e le lettere "TR" o "GS". Nel 1840 la sterlina britannica divenne come la valuta ufficiale dell'isola.

## Secondo dollaro
Nel 1909 furono emesse le prime banconote private, denominate in dollari. Queste circolarono insieme alla sterlina britannica ed alla carta moneta stampata dal governo ed espressa in sterline, emessa dal 1920. Dal 1920 anche alcune delle banconote private furono denominate in sterline, al cambio di 1 dollaro = 4 shillings e 2 pence. Nel 1935 fu introdotto il dollaro delle Indie occidentali britanniche, dello stesso valore del dollaro di Grenada e degli altri dollari che circolavano nelle Indie occidentali britanniche. Le banche private continuarono ad emettere banconote fino al 1941. Il dollaro delle Indie occidentali britanniche fu sostituito nel 1965 dal dollaro dei Caraibi orientali.

### Banconote
La "Royal Bank of Canada" introdusse banconote da 5 dollari nel 1909, proseguendone l'emissione fino al 1938. La "Colonial Bank" emise banconote da 5 dollari fino al 1926, dopo di che la "Barclays Bank" (che nel frattempo aveva assunto il controllo della "Colonial Bank") iniziò ad emettere la banconota da 5 dollari e continuò fino al 1941.